# Kaserne Allmend
Die Kaserne Allmend steht in der Schweizer Stadt Luzern. Sie liegt in der Murmatt im nordwestlichen Teil der Allmend. Auf dieser befinden sich auch die Swissporarena (Heimstadion des FC Luzern) und die Messe Luzern.

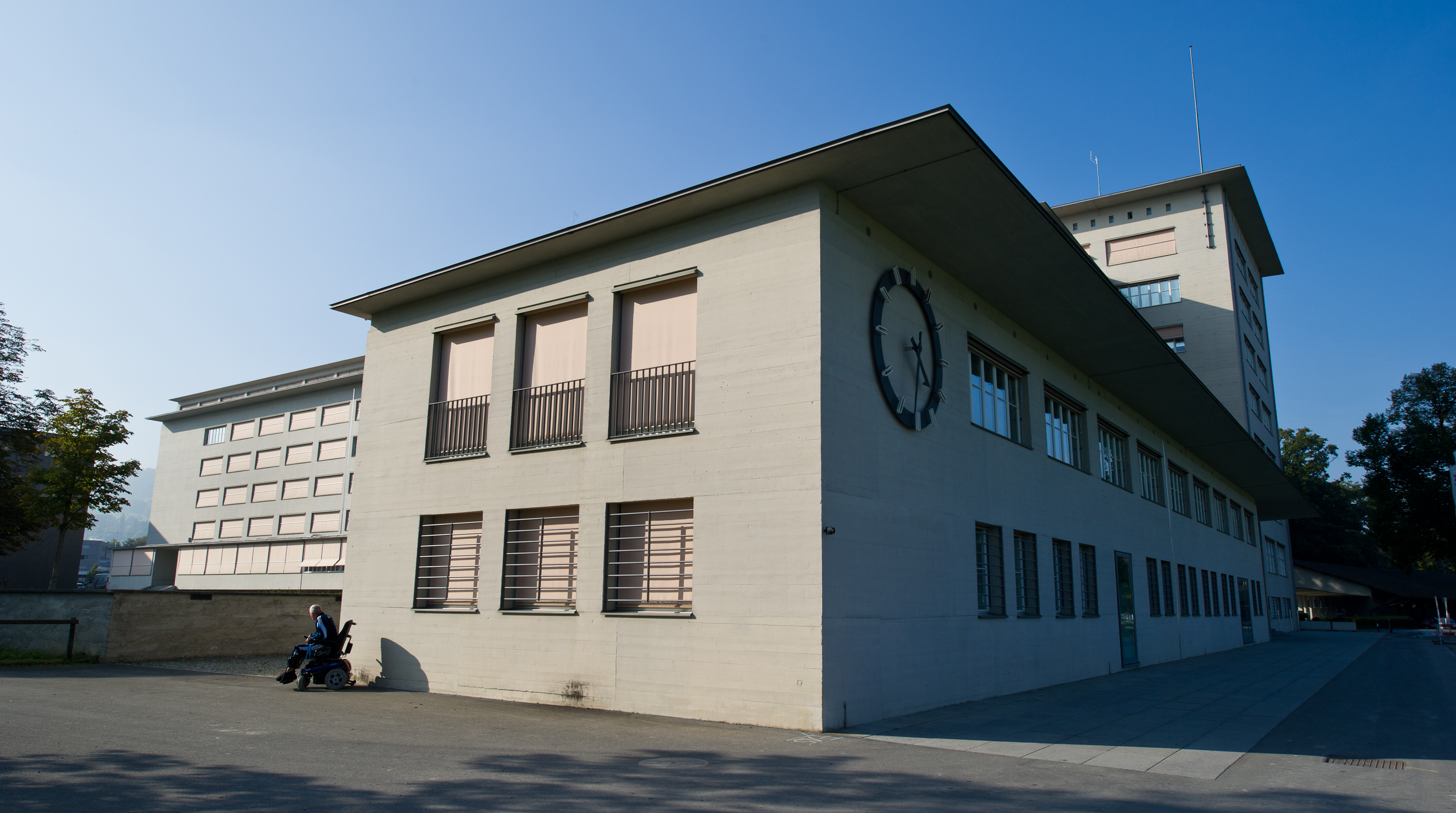
Vor-, Haupt- und Turmbau Kaserne Allmend

## Gebäude
Die Anlage besteht aus einem Vor-, Turm- und Hauptgebäude sowie vier längs nach Norden ausgerichteten Stabsflügeln. Sie ist der grösste öffentliche Bau in der Zentralschweiz im Stil der frühen Moderne. Ebenfalls war sie schweizweit die erste Kaserne aus Sichtbeton und ist auf der Liste der Kulturgüter in Luzern als national bedeutend aufgeführt.

## Geschichte
Von 1933 bis 1935 wurde die vom Luzerner Architekten Armin Meili entworfene Kaserne erbaut. Ende der 1980er wurde die Anlage saniert und 1999 modernisiert.

## Nutzung
Das Gebäude wurde seit Anfang an bis 1994 als Infanterie-Kaserne genutzt. Nach der Modernisierung zog das AAL Armee-Ausbildungszentrum (eine Schule für höhere Militärkader) ein.